# Hogesnelheidslijn Peking-Shanghai
De hogesnelheidslijn Peking-Shanghai of Jinghu hogesnelheidslijn (Standaardmandarijn: 京滬高速鐵路, pinyin: Jīnghù Gāosù Tiělù) is een Chinese hogesnelheidslijn die Peking met Nanjing en Shanghai verbindt. De lijn heeft een totale lengte van 1.318 kilometer. Dit traject wordt afgelegd in 4 uur en 18 minuten (met een gemiddelde snelheid van 306 km/u) met de treindiensten die enkel stoppen in Nanjing. Er rijden ook treinen die meerdere stations aandoen en met een gemiddelde snelheid van 250 km/u een langere reisduur hebben. De aanleg van de spoorweg begon op 18 april 2008, de eerste commerciële treinrit vertrok op 30 juni 2011. De lijn wordt uitgebaat door China Railway High-speed (CRH), een dochter van China Railways.
1.140 km van het traject, of 85% van de volledige route ligt op een verhoogde bedding. Onder meer het 164,8 km lange Danyang–Kunshan grote brug spoorwegviaduct (de langste brug ter wereld), de 113,7 km lange grote brug van Tianjin (op een na langste brug ter wereld) en de 48,153 km lange grote brug van Peking (op vier na langste brug ter wereld) behoren tot het traject. Daarnaast telt de spoorlijn ook 22 tunnels, met een totale lengte van 16,1 km. 1.268 km van het traject betreft ballastloos spoor.
Met topdagen van 220.000 reizigers op het traject en 90 verbindingen in elke richting op een dag, is dit traject doorheen de drukst bevolkte gebieden van de Volksrepubliek China, met de woonplaats van ongeveer een kwart van de totale landelijke bevolking in de nabijheid van de lijn, de drukste van de hogesnelheidslijnen van CRH.

## Belangrijkste steden
- Peking / Beijing
- Tianjin
- Jinan
- Xuzhou
- Bengbu
  - aftakking in Bengbu naar Hefei
- Nanjing
- Shanghai